# Slag bij Lugdunum
De Slag bij Lugdunum, ook wel de Slag bij Lyon genoemd, vond plaats op 19 februari 197 en wordt gerekend tot de grootste veldslagen uit de klassieke oudheid. Het was een veldslag tussen twee Romeinse legers, waarbij het ene leger aangevoerd door keizer Septimius Severus, het andere leger aangevoerd door tegenkeizer Clodius Albinus bestreed. De slag werd gewonnen door Septimius Severus.

## Achtergrond
Clodius Albinus was een concurrent van Septimius Severus. Als gouverneur van de Romeinse provincie Brittannië ging hij in het vijfkeizerjaar zijn eigen gang. Eind 195 werd hij door de senaat tot staatsvijand verklaard. Het is niet helemaal duidelijk of Clodius Albinus met bepaalde kringen uit de senatorenstand in verbinding stond.
Op een zeker moment riep Albinus zichzelf tot keizer uit en viel met zijn troepen Gallië binnen. Aanvankelijk boekte hij successen en kreeg hij een groot deel van Gallië onder controle, maar begin 197 kwam hij in de problemen en keerden zijn kansen. Septimius Severus haastte zich naar Gallië om hem weerstand te bieden, en in de buurt van Lugdunum (het huidige Lyon) raakten de twee legers met elkaar slaags.
Een nauwkeurige beschrijving van de veldslag is niet overgeleverd. We weten evenmin hoeveel slachtoffers er aan beide zijden zijn gevallen. Wel is bekend dat de veldslag twee dagen duurde, wat bijzonder was voor een tijdperk waarin gevechten nooit langer dan een paar uur duurden. Naar alle waarschijnlijkheid was het een bloedig en langdurig treffen waarvan de ontknoping pas op het laatste moment viel, toen Severus aan het hoofd van zijn cavalerie de strijd in zijn voordeel besliste. Na de slag probeerde de verslagen usurpator Albinus te ontsnappen, maar hij werd gegrepen en pleegde daarop zelfmoord.